# Lisa Jardine
Pour les articles homonymes, voir Jardine et Bronowski.
Lisa Anne Jardine, née Bronowski, le 12 avril 1944, et morte le 25 octobre 2015, est une  historienne de la Renaissance britannique. Elle a été professeur d'histoire de la Renaissance et l'histoire moderne à Queen Mary University London (Université de Londres) de 1990 à 2011 et a dirigé le Center for Editing Lives and Letters (Centre d'études biographiques) de cette université. De 2008 à 2014 elle a été présidente de l’Human Fertilisation and Embryology Authority (HFEA, homologue du comité consultatif national d'éthique français). Elle a siégé au conseil de la Royal Institution dont elle a démissionné en 2009.  Elle est professeur d'études sur la Renaissance à University College London (UCL).

## Biographie
Fille aînée du mathématicien et épistémologue Jacob Bronowski († 1974) et de la sculptrice Rita Coblenz, Lisa Jardine a commencé ses études au Cheltenham Ladies' College puis a étudié les mathématiques au Newnham College de l'université de Cambridge, avant de se tourner vers la littérature élisabéthaine sous l'influence de Raymond Williams. Elle a épousé Nicholas Jardine (dont elle a adopté le nom pour ses œuvres), puis s'est remariée avec l'architecte John Hare. Par ses cousins, Laurence et Clare Moody, qui tiennent des fonctions importantes à la télévision britannique, elle dispose de relais dans les médias.
Auteur prolifique, elle a écrit de nombreux essais, certains biographiques comme « The Curious Life of Robert Hooke: The Man Who Measured London », « On a Grander Scale: The Outstanding Career of Sir Christopher Wren », ou des synthèses plus vastes comme « Ingenious Pursuits: Building the Scientific Revolution » et « Wordly Goods: A New History of the Renaissance » (1996). Ces ouvrages, qui reprennent largement les travaux de nombreux spécialistes, ont fait connaître l'histoire moderne et les tendances historiographiques actuelles à un large public. En particulier, son étude « Reading Shakespeare Historically » (1996) a inspiré de façon décisive John Madden et Tom Stoppard pour leur film Shakespeare in Love (1998).
Traitée pour un cancer du sein dès 2005, elle est décédée des suites de cette maladie.

## Œuvres
- Francis Bacon: Discovery and the Art of Discourse (1974)
- Still Harping on Daughters: Women and Drama in the Age of Shakespeare (1983)
- From Humanism to the Humanities (1986) (en coll. avec Anthony Grafton)
- What's Left?: Women in Culture and the Labour Movement (1989) (en coll. avec Julia Swindells)
- Erasmus, Man of Letters: The Construction of Charisma in Print (1993)
- Reading Shakespeare Historically (1996)
- Wordly Goods: A New History of the Renaissance (1996)
- Éditrice de Erasmus: The Education Of A Christian Prince with the Panegyric for Archduke Philip of Austria (1997)
- Hostage To Fortune - The Troubled Life Of Francis Bacon (1998) (en coll. avec Alan Stewart)
- Ingenious Pursuits: Building the Scientific Revolution (1999)
- éditrice de Francis Bacon : The New Organon (2000) (en coll. avec Michael Silverthorne)
- Global Interests: Renaissance Art Between East And West (2000) (en coll. avec Jerry Brotton)
- On a Grander Scale: The Outstanding Career of Sir Christopher Wren (2002)
- For the Sake of Argument (2003)
- The Curious Life of Robert Hooke: The Man Who Measured London (2003)
- London's Leonardo: The Life and Work of Robert Hooke (2003) (en coll. avec Jim Bennett, Michael Cooper et Michael Hunter)
- Grayson Perry (2004)
- The Awful End of Prince William the Silent: The First Assassination of a Head of State with a Hand-Gun (2005)
- A Point of View (2008)
- Going Dutch: How England Plundered Holland's Glory (2008) - prix d'Histoire Cundill 2009[5]

## Prix et distinctions
En 2014, elle est lauréate du prix Francis-Bacon décerné par le California Institute of Technology.
Elle est également Commandeur de l'ordre de l'Empire britannique, Fellow of the Royal Historical Society.
Elle a reçu deux doctorats honoris causa, de l'université d'Aberdeen et de l'université de St Andrews.